# Bocholt (Belgia)
Bocholt (lim. Bógget) – miejscowość i gmina (gemeente) w Belgii, w Regionie Flamandzkim, w prowincji Limburgia, w okręgu Maaseik. 1 stycznia 2024 liczyła 13 753 mieszkańców. 

## Historia
W XII wieku obszar gminy należał do hrabstwa Loon, które weszło w skład biskupstwa Liège. W 1231 roku Gozewijn Born sprzedał klasztorowi trapistek w Kuringen prawo do dziesięciny i patronatu nad Bocholt. Magazyny przeznaczone do składowania dziesięciny znajdowały się w obwarowanym gumnie w Damburgu. Bocholt miał własnych radnych; prawnie podlegał sądownictwu we Vliermaal.

## Podział administracyjny
W skład gminy wchodzą dwie dzielnice (deelgemeente):
- Kaulille
- Reppel

## Demografia
- Źródła:NIS, :od 1806 do 1981= według spisu; od 1990 liczba ludności w dniu 1 stycznia

1 stycznia 2024 całkowita populacja Bocholtu liczyła 13 753 osoby. Łączna powierzchnia gminy wynosi 59,29 km², co daje gęstość zaludnienia 232 mieszkańców na km².

## Współpraca
Miejscowość partnerska:
- Bocholt, Niemcy